# Туннель Времени (музей)
Туннель Времени (англ. The Time Tunnel) — это первый в Малайзии музей памятных вещей, расположенный в районе Бринчанг, и считается главной достопримечательностью высокогорного курорта Камерон Хайлендс (приблизительно в 90 км (56 миль) от г. Ипох или в 200 км (120 миль) от г. Куала-Лумпур.
Комплекс уникален для полуострова Малайзия, так как в нём собраны экспонаты и памятки, напоминающие, какой была жизнь в Малайзии в довоенные годы.
Экспозицию основали в январе 2007 года и она постоянно пополняется. Музей расположен в подвальном помещении Кок Лим Стровберри Фарм. Двухуровневое помещение занимает коридор длиной более 80-ти метров. Здесь представлены более чем 4000 предметов и фотографий, которые демонстрируются в восьми галереях, занимающих площадь приблизительно в 14000 квадратных футов.
В музей можно добраться на машине или общественным транспортом. Музей находится в 2-х км от г. Бринчанг и в 7-ми км от г. Танах Рата.
 Музей открыт ежедневно с 8:30 до 18:00. Здесь разрешена любая съёмка.

## Ключевые экспонаты коллекции

### Секция Аборигенов
Эта зона охватывает образ жизни местных жителей курорта (Оранг-Асли). Их инструменты, вещи и изделия выставлены на полу и стенах.

### Парикмахерская
Эта секция оборудована:  парикмахерским креслом, вывесками, зеркалами, опасными бритвами, пигментами, ножницами, спреями для волос, бритвенными принадлежностями, фенами, ножницами для стрижки, бигуди и большим выбором расчёсок. Стены увешаны постерами, которые рекламировали когда-то  парикмахерское искусство. Особый экспонат этой «лавочки» — это парикмахерское кресло, которому больше 50-ти лет.

### Детский уголок
Эта площадь заполнена досками, школьными формами, мебелью, счётными приборами, широким выбором игрушек. Поблизости есть кабинет, где представлены такие памятки, как перьевые ручки, ластики, точилки, рулетки, учебники, школьные значки.

### Кофейня
Инсталляция напоминает старую закусочную «Копи Тиам» и оснащена кассовым аппаратом, деревянными стульями, табуретками, столами, зеркалами, часами, механическими вентиляторами,  пепельницами, спичечными коробками, счётами, палочками для еды, соломинками, плевательницами, открывалками, подносами, кофейными чашками, дробилками для льда и коллекцией безалкогольных напитков. Здесь напитки  не продаются.

## Экспонаты и памятки
Их список бесконечен и включает в себя: коллекцию старых банкнот, монет, почтовых марок, конвертов, книг, часов, аналоговых телефонов, детских бутылочек, транзисторных радиоприёмников, монохромных телевизоров, механических вентиляторов, швейных машин, жалюзи, счётов, деревянных экранов, рам для картин, фотокамер, кружек, вывесок, журналов, газет, радиол, патефонов, граммофонных пластинок, открыток, проигрывателей, плакатов, абажуров, потолочных светильников, весов, настенной плитки, карт, календарей, багажных сумок, пепельниц, спичечных коробков, мотоциклов, велосипедов, трехколёсных велосипедов, штампов, писем, флагов, сейфов, кепок, дорожных знаков, керосиновых ламп, рисунков, телефонных карточек, комиксов, утюгов, печатных машинок, музыкальных инструментов, бумажных зонтиков, шляп, футболок, записных книжек, пробок для бутылок, бумажных мешков, спортинвентаря, брелоков,  столового серебра и украшений.
«Мы намерены удвоить наш инвентарь к концу 2016 года», — говорит куратор Си Кок Шан. «Иначе мы просто отстанем».

## Уголок Джима Томпсона
Ниша расположена в середине музея и занимает площадь примерно в 50 квадратных футов. Большинство экспонатов здесь — это воспоминания о Джиме Томпсоне, исчезнувшем с Камерон Хайлендс в воскресение 24 марта 1967 года.

## Кухонный блок
Вдоль второго уровня помещения расположен кухонный блок. Это место, где время практически остановилось. Здесь на полках удивительным образом  собраны: газовые плиты, сковородки, котелки, фарфоровые миски, порошки чили, тарелки, столовые приборы, дрова, холодильники для мяса, печи, мясорубки, черпаки, термосы и пищевые контейнеры.

## Дополнительные услуги
В музее есть кафе, где подают восточные и местные изыски. Оно открыто ежедневно с 9:00 до 18:00.

## Важный факт
Музей посетила Мисс Гонконг (г-жа Чеунг Едельвейс), первая и вторая вице-мисс (г-жа Скай Чан и г-жа Ма Сиа) во время их тура по Малайзии в августе 2008. Они пробыли в комплексе больше часа. Их тур доброй воли был организован телекомпанией Гонконга Television Broadcasts Limited, агентством Tourism Malaysia, а также туристической компанией Hong Thai Travel Services.